# Ростислав Володаревич
Ростислав Володаревич (ум. 1128) — князь звенигородский (1092—1124), перемышльский (1124—1128), старший сын Володаря Ростиславича Перемышльского.
В 1122 году был в заложниках в Кракове вместо отца, поскольку требовалось выплатить 8 тыс. гривен выкупа. В 1124 году, по смерти отца, получил старший стол (Перемышль), Звенигород занял его младший брат Владимир (Теребовль и Галич достались сыновьям Василька Ростиславича). В том же году оборонял Перемышль от польского войска. В 1125—1126 годах оборонял Перемышль от своего младшего брата Владимира Звенигородского, затем сам осадил Звенигород, но вынужден был отступить из-за действий венгерского короля в поддержку Владимира. Ростислава в той усобице поддерживали Васильковичи и Мстислав Владимирович Великий. По смерти Ростислава перемышльским князем стал Владимир, а Звенигород перешёл сыну Ростислава Ивану Берладнику.
По версии энциклопедического словаря Брокгауза и Ефрона, у Ростислава была дочь Елена, в 1160 году вышедшая замуж за Болеслава IV Кудрявого.